# فلورة المياه حسب البلد
تُعد فلورة المياه إضافة مُتحكَّم بها للفلورايد إلى إمدادات المياه العامة بهدف تقليل تسوس الأسنان، وتُطبَّق بطرق مختلفة في دول العالم. تُعد فلورة المياه شائعة جدًا في الولايات المتحدة وكندا وأيرلندا وتشيلي وأستراليا، حيث يشرب أكثر من 50% من السكان مياهًا مفلورة. بينما لا تقوم معظم الدول الأوروبية، بما في ذلك إيطاليا وفرنسا وفنلندا وألمانيا والسويد وهولندا والنمسا وبولندا والمجر وسويسرا، بفلورة المياه.
تحتوي المياه المفلورة على مستوى من الفلورايد ثبتت فعاليته في الوقاية من تسوس الأسنان، ويمكن أن يحدث ذلك طبيعيًا أو من خلال إضافة الفلورايد. تُنتِج المياه المفلورة مستويات منخفضة من الفلورايد في اللعاب، مما يقلل من معدل إزالة المعادن من مينا الأسنان، ويزيد من معدل إعادة تمعدنه في المراحل المبكرة من التسوس. عادةً ما يُضاف مركب مفلور إلى مياه الشرب، وهي عملية تكلّف في الولايات المتحدة نحو 1.36 دولار لكل فرد سنويًا. تُعد إزالة الفلورايد ضرورية عندما يتجاوز مستواه الطبيعي الحدود الموصى بها. في عام 2011، اقترحت منظمة الصحة العالمية أن يتراوح مستوى الفلورايد بين 0.5 و1.5 ملغم/لتر، وفقًا للمناخ والبيئة المحلية والمصادر الأخرى للفلورايد. غالبًا ما تكون مستويات الفلورايد في المياه المعبأة غير معروفة.

## التأثيرات الصحية
لا يزال تسوس الأسنان يشكل مشكلة صحية عامة رئيسية في معظم البلدان الصناعية، حيث يؤثر على 60-90% من الأطفال في سن الدراسة وغالبية البالغين. قد تسهم فلورة المياه في تقليل التسوس لدى الأطفال بشكل طفيف، بينما تظل فعاليتها لدى البالغين غير واضحة. وتشير دراسات حديثة إلى أن فلورة المياه، خصوصًا في الدول الصناعية، قد تكون غير ضرورية نظرًا للاستخدام الواسع للفلورايد الموضعي، مثل معجون الأسنان، وانخفاض معدلات التسوس بشكل عام.
لهذا السبب، يعتبر بعض العلماء الفلورة ممارسة غير أخلاقية بسبب غياب الموافقة المستنيرة. ومع ذلك، أظهرت دراسة حديثة بتمويل من هيئة الخدمات الصحية الوطنية (NHS) عدم وجود فرق كبير بين الأفراد الذين يتلقون مياهًا مفلورة وأولئك الذين لا يتلقونها، سواء من حيث فقدان الأسنان أو الحد من التفاوتات الاجتماعية. على الرغم من أن الفلورة قد تسبب التفلور السني، الذي يمكن أن يؤثر على مظهر الأسنان النامية أو يؤدي إلى تفلور المينا، إلا أن هذه التغيرات تكون طفيفة وعادةً لا تُعتبر مصدر قلق جمالي أو صحي عام. لا يوجد دليل واضح على وجود آثار ضارة أخرى ناتجة عن فلورة المياه، كما أظهر تقرير يورك لعام 2000. في عام 2007، أُجريت مراجعة منهجية أسترالية باستخدام نفس معايير الإدراج التي اعتمدها تقرير يورك، مع إضافة دراسة واحدة، ولم يؤثر ذلك على استنتاجات يورك. تعتمد تأثيرات الفلورايد على إجمالي المدخول اليومي منه من جميع المصادر، حيث تُعد مياه الشرب المصدر الرئيسي في العادة. تشمل الطرق الأخرى للعلاج بالفلورايد فلورة معجون الأسنان والملح والحليب. تتباين الآراء حول أكثر الطرق فعالية للوقاية المجتمعية من تسوس الأسنان؛ إذ ترى الحكومة الأسترالية أن فلورة المياه هي الوسيلة الأكثر فاعلية لتحقيق تعرض شامل للفلورايد داخل المجتمع، بينما تؤكد منظمة الصحة العالمية أن فلورة المياه، عند توفرها وقبولها ثقافيًا، تمتلك مزايا كبيرة، خاصةً للفئات المعرضة لخطر مرتفع، في حين لا تجد المفوضية الأوروبية أي ميزة لفلورة المياه مقارنةً بالاستخدام الموضعي.
حاليًا، يحصل نحو 372 مليون شخص (نحو 5.7% من سكان العالم) على مياه معالجة بالفلورايد صناعيًا في نحو 24 دولة، من بينها أستراليا والبرازيل وكندا وتشيلي وجمهورية أيرلندا وماليزيا والولايات المتحدة وفيتنام. في المقابل، يحصل 57.4 مليون شخص على مياه تحتوي على فلورايد طبيعي عند مستويات مساوية أو أعلى من الحد الأمثل في دول مثل السويد والصين وسريلانكا وفنلندا وزيمبابوي والغابون. تعد فلورة المياه المجتمعية نادرة في أوروبا القارية، حيث اختارت 97-98% من الدول عدم إضافة الفلورايد إلى مياه الشرب، بينما يُروج لفلورة الملح والحليب في بعض الدول الأوروبية كبديل. في العديد من الدول التي تكون فيها إمدادات المياه غير مركزية أو تحتوي مصادرها الطبيعية على مستويات كافية من الفلورايد، واُستبدلت فلورة المياه بوسائل أخرى مثل ألمانيا وفنلندا واليابان وهولندا والسويد وسويسرا (التي تحتوي مياهها على 1 ملغ فلورايد لكل لتر، مقارنةً بالولايات المتحدة التي تتراوح فيها النسبة بين 0.3 و0.7 ملغ لكل لتر)، وكذلك الدنمارك، وفي فترة معينة، إسرائيل.
أظهرت دراسات علمية، مثل دراسة حديثة في كالغاري، ألبرتا، أن التوقف عن فلورة المياه أدى إلى زيادة في معدلات تسوس الأسنان. في حين أن الفلورة قد تؤدي إلى تفلور سني خفيف، إلا أن هذا التأثير يكاد يكون غير ملحوظ ولا يثير أي قلق من الناحية الجمالية أو الصحية للأسنان. تختلف الدول التي تطبق فلورة المياه الصناعية في مستويات الفلورايد الموصى بها وفقًا لما تحدده السلطات الصحية فيها كأكثر المستويات فاعلية لمواطنيها. مؤخرًا، قامت الولايات المتحدة بتعديل المستوى الأمثل الموصى به للفلورايد في مياه الشرب وخفضته قليلًا، نظرًا لزيادة حالات التفلور، التي يُرجح أنها ناتجة عن مصادر إضافية للفلورايد، مثل معجون الأسنان وغسول الفم، والتي لم تكن متوفرة عند تحديد هذا المستوى في الأصل.

## أوروبا
من بين سكان أوروبا، الذين يبلغ عددهم نحو ثلاثة أرباع المليار، يحصل أقل من 14 مليون شخص (نحو 2%) على مياه معالجة بالفلورايد صناعيًا.
هؤلاء الأشخاص يتركزون في المملكة المتحدة (5,797,000)، وجمهورية أيرلندا (4,780,000)، وإسبانيا (4,250,000)، وصربيا (300,000).
بدأت أول عملية فلورة للمياه في أوروبا في كل من ألمانيا الغربية والسويد عام 1952، حيث تُوفر المياه المعالجة بالفلورايد لنحو 42,000 شخص.
بحلول منتصف عام 1962، كان نحو مليون أوروبي في 18 مجتمعًا ضمن 11 دولة يحصلون على مياه معالجة بالفلورايد.
رفضت العديد من الدول الأوروبية فلورة المياه، ومن بينها: النمسا وبلجيكا وفنلندا وفرنسا وألمانيا والمجر ولوكسمبورغ وهولندا وأيرلندا الشمالية والنرويج والسويد وسويسرا واسكتلندا وأيسلندا وإيطاليا. أظهر استطلاع أُجري عام 2003 على أكثر من 500 شخص من 16 دولة أوروبية أن «الغالبية العظمى من الناس يعارضون فلورة المياه».

## الولايات المتحدة
اعتبارًا من مايو 2000، كانت 42 من أكبر 50 مدينة في الولايات المتحدة تعتمد على فلورة المياه. وفي عام 2010، حصل 66% من إجمالي سكان الولايات المتحدة و74% من السكان الذين لديهم إمكانية الوصول إلى أنظمة المياه المجتمعية على مياه معالجة بالفلورايد.
في عام 2010، وجدت دراسة أجرتها مراكز السيطرة على الأمراض والوقاية منها (CDC) أن «40.7% من المراهقين الذين تتراوح أعمارهم بين 12 و15 عامًا أصيبوا بتفلور الأسنان خلال الفترة 1999–2004». واستجابة لذلك، اقترحت وزارة الصحة والخدمات البشرية الأمريكية ووكالة حماية البيئة (EPA) في عام 2011 خفض المستوى الموصى به من الفلورايد في مياه الشرب إلى الحد الأدنى للنطاق الحالي، وهو 0.7 ملغم لكل لتر من الماء، بعد أن كان الحد الأقصى الموصى به يتراوح بين 0.7 و1.2 ملغم/لتر، وذلك بسبب زيادة مصادر الفلورايد الأخرى مثل معاجين الأسنان وغسولات الفم المحتوية على الفلورايد.
قد يؤدي هذا التعديل إلى إنهاء فلورة المياه البلدية في المناطق التي تتجاوز فيها مستويات الفلورايد الناتجة عن الرواسب المعدنية والتلوث الصناعي الحد الجديد الموصى به. واعتبارًا من عام 2021، ظل الحد الأقصى الفيدرالي المسموح به لمستوى الفلورايد في أنظمة المياه العامة عند 4.0 ملغم/لتر، وهو المستوى الذي أقرته وكالة حماية البيئة عام 1986. وقد فرضت عدة ولايات معايير أكثر صرامة، مثل نيويورك، حيث يبلغ الحد الأقصى المسموح به للفلورايد 2.2 ملغم/لتر.
اعتبارًا من عام 2023، استمر نحو 73% من سكان الولايات المتحدة في الحصول على مياه معالجة بالفلورايد. وفي العام نفسه، أفادت مراكز السيطرة على الأمراض والوقاية منها (CDC) بأن فلورة المياه تمنع نحو 25% من حالات تسوس الأسنان لدى الأطفال والبالغين.
ومع ذلك، لا تزال المناقشات حول سلامة وضرورة الفلورة قائمة. فقد اختارت بعض البلديات، مثل بورتلاند في ولاية أوريغون، عدم فلورة مياهها، مشيرة إلى مخاوف تتعلق بالمخاطر الصحية المحتملة والاعتبارات الأخلاقية لما يُعرف بالعلاج الجماعي.
وفي المقابل، حافظت مناطق مثل سان فرانسيسكو، كاليفورنيا، على برامجها لفلورة المياه، مؤكدة على فوائدها للصحة العامة، لا سيما بالنسبة للفئات منخفضة الدخل التي قد تفتقر إلى إمكانية الوصول إلى الرعاية السنية.
وقد وجدت دراسة نُشرت عام 2022 في مجلة الصحة العامة لطب الأسنان أن وقف فلورة المياه في كالغاري، ألبرتا، أدى إلى زيادة حالات تسوس الأسنان بين الأطفال، مما يعزز موقف مراكز السيطرة على الأمراض بشأن أهمية الفلورة.